# SN 2007il
SN 2007il – supernowa typu II odkryta 10 września 2007 roku w galaktyce IC1704. W momencie odkrycia miała maksymalną jasność 18,40m.